# Ne sois pas triste
Pour plus de détails, voir Fiche technique et Distribution.
Ne sois pas triste ou Ne t'en fais pas (en géorgien : არ იდარდო!, en russe : Не горюй!) est un film soviétique réalisé par Gueorgui Danielia, sorti en 1969 et adapté du roman de Claude Tillier, Mon oncle Benjamin.

## Synopsis
L'action se déroule en Géorgie tsariste. Le vieux médecin Levan Tsintsadze veut marier sa fille Mary avec son jeune collègue Benjamin Glonti. Mais Mary a un autre désir...

## Fiche technique
- Titre original : Не горюй! (Ne goruï!)
- Titre français : Ne sois pas triste ; Ne t'en fais pas
- Réalisation : Gueorgui Danielia
- Scénario : Revaz Gabriadze d'après le roman de Claude Tillier, Mon oncle Benjamin (1843)
- Photographie : Vadim Ioussov
- Musique : Giya Kantcheli
- Production : Mosfilm, Kartuli Pilmi (Géorgie)
- Genre : Comédie
- Durée : 94 minutes
- Dates de sortie : 
  -  Union soviétique : 22 décembre 1969
  -  France : 22 décembre 1982

## Distribution
- Sergo Zakariadze : Dr Levan Tsintsadze
- Vakhtang Kikabidze : Dr Benjamin Glonti
- Sofiko Chiaureli : Sofiko
- Anastasia Vertinskaïa : Mary Tsintsadze, la fille de Levan
- Lia Gudadze : Margo, la femme de Vano
- Veriko Andjaparidze : la mère de Kalantadze
- Sesilia Takaishvili : tante Domna
- Ariadna Chenguelaïa : Princesse Vahvari
- Gogi Kavtaradze : Luka
- Ipolite Khvichia : Sandro, joueur d'orgue de Barbarie
- Karlo Sakandelidze : Dodo, l'avocat
- Dodo Abachidze : Prince Vahvari
- Evgueni Leonov : Egor Zaletaev, un soldat russe
- Kote Dauchvili : père Hermogène
- Sergueï Filippov : Eros, le barbier
- Abesalom Loria : Savle, l'apothicaire
- Ia Ninidze : Tsitsino, fille de Sofiko
- Baadur Tsuladze (en) : Vano, le pécheur
- Merab Kokotchachvili : Alex Ichkheli (voix : Feliks Yavorski (ru))
- Frounzik Mkrtchian : contrebandier turc
- Zurab Kapianidze (en) : serviteur du prince Vakhvari